# Acta de Nacionalidad Británica de las Islas Malvinas de 1983
El Acta de Nacionalidad Británica de las Islas Malvinas de 1983 (en idioma inglés: British Nationality (Falkland Islands) Act 1983) fue una ley aprobada por el Parlamento del Reino Unido el 28 de marzo de 1983. El propósito de la ley fue conceder la ciudadanía británica a los habitantes de las Islas Malvinas, un territorio de ultramar reclamado por la Argentina. Allí, y en la ley de nacionalidad británica, está contenida la definición del término de «súbdito británico».

## Historia

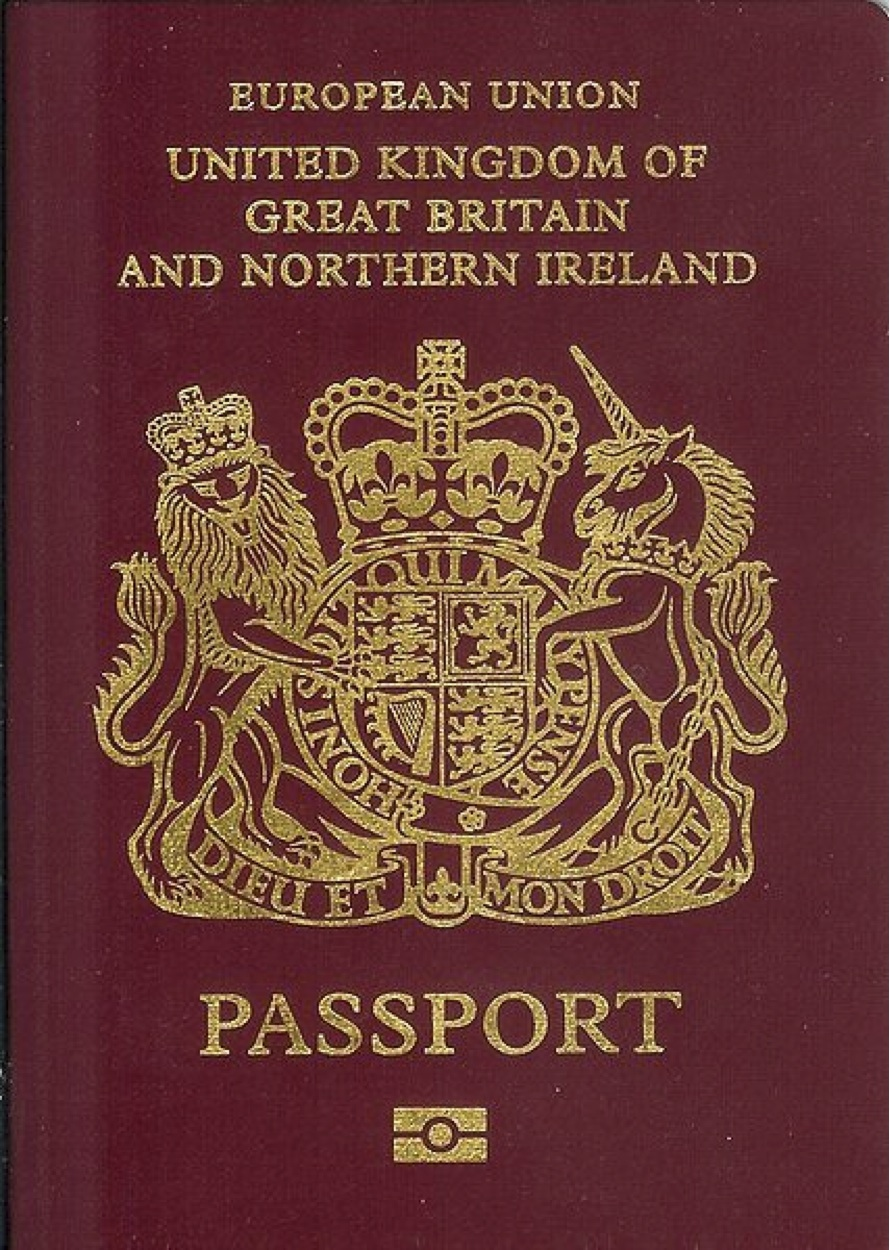
Portada del pasaporte británico, utilizado actualmente.

En virtud del Acta de Nacionalidad Británica de 1981, los residentes de las colonias británicas fueron clasificados como «ciudadanos de territorios británicos de ultramar» a menos que también tenían ascendencia en el Reino Unido (siendo hijo o nieto de británicos). Los habitantes de los territorios tenían restrincciones en su derecho a entrar y permanecer en el Reino Unido. La nueva Ley confirió la plena ciudadanía británica a los habitantes de las islas, dándoles un estatus similar al de los ciudadanos de Gibraltar, territorio reclamado por España. La Ley de 1983 tuvo efectos retroactivos desde el 1 de enero de 1983, la fecha en que la Ley de 1981 había entrado en vigor.

La Ley de 1983 se aprobó principalmente en respuesta a la guerra de las Malvinas, que se libró entre el Reino Unido y la Argentina por la soberanía de las islas. El Reino Unido prometió mantener el principio de la libre determinación para permitir a los habitantes de las Malvinas «decidir su propio destino». Se ha dicho que la Ley de Nacionalidad Británica de 1981 había indicado la renuencia británica de mantener las islas, ya que los residentes no eran ciudadanos británicos legalmente completos. Con la Ley de 1983, tras la guerra, se pasó a aclarar el compromiso británico con las islas. Hasta entonces los habitantes de las Malvinas no eran considerados británicos, para no ceder al argumento argentino de solamente dos partes en el conflicto de soberanía.

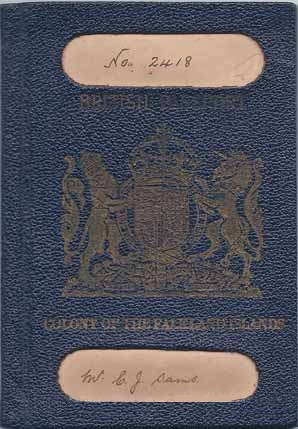
Portada de un pasaporte británico para la colonia de las islas de 1947.

Hasta 1983, los malvinenses solamente obtenían una partida de nacimiento indicando que eran de las «Falkland Islands». También hasta 1983, los malvinenses eran tratados como ciudadanos de segunda clase por las autoridades de la metrópoli colonial, ya que había mucha dependencia de Inglaterra y todas las tierras estaban a nombre de británicos, habiendo mucha desigualdad socioeconómica hacia los isleños. Desde entonces los nacidos en el Hospital Memorial Rey Eduardo VII, único hospital de las islas, son plenamente británicos.
En 1997, la Corona Británica «en ejercicio de los poderes otorgados por las British Settlements Acts de 1887 y 1945», suscribió en 1997 una enmienda a la Constitución de las Islas Malvinas estableciendo que solo pueden gozar del «estatus» de «persona perteneciente a las islas Falkland (Malvinas)»:

a) Los nativos.

b) Los que, no habiendo nacido en las islas, sean hijos de padre o madre malvinenses; esto, siempre que siendo residentes, su padre o madre se hayan naturalizado o registrado como malvinenses, o como súbditos de la Corona.

c) Los nativos de un país de la Mancomunidad Británica de Naciones, que hayan residido en las islas desde el 1 de septiembre de 1990, o que hayan recibido el estatus de malvinenses con anterioridad y no lo hayan perdido.

d) Los cónyuges, siempre que convivan.

e) Los cónyuges supérstites.

f) El hijo, hijastro o niño legalmente adoptado de tal persona.
La Ley ha sido sustituida por la Ley de Territorios Británicos de Ultramar de 2002, que concedió la plena ciudadanía británica a todos los habitantes de todos los territorios británicos de ultramar, incluyendo las Islas Malvinas. La ley de nacionalidad de 1983 no les negaba el derecho de ciudadanía británica a los malvinenses, pero ellos debían solicitarla. Desde 2002, se considera que la adquieren por el solo hecho del nacimiento. Además, desde se año son considerados ciudadanos del Reino Unido para la Unión Europea con todos sus derechos y deberes.
En 2014, el gobierno colonial anunció sus intenciones de emitir pasaportes propios del territorio británico de ultramar que incluirán la leyenda «Falkland Islands» en la portada. Si bien cada territorio de ultramar tiene la opción de elegir ello, la mayoría de los malvinenses mantienen un pasaporte británico del Reino Unido y la Unión Europea.

## Postura argentina
Desde la posición argentina del conflicto de soberanía, consideran inaplicable el derecho de autodeterminación de los isleños, afirmando que no tiene valor legal y que se trata de una «población trasplantada» por el Reino Unido tras la invasión de 1833:

El referéndum de autodeterminación no se aplica a las Malvinas. No es una población colonizada, es un territorio colonizado.
Hector Timerman.

El carácter trasplantado de los habitantes de las islas a través de un control migratorio cerrado y poco transparente tiene el único objetivo de mantener la ocupación ilegal de las islas. El Reino Unido promueve la inmigración de población británica, de sus colonias, excolonias o miembros del Commonwealth principalmente a través de dos herramientas como son su política de enajenación de tierras y el llamado “Falkland Status” (...) Este último es concedido directamente por un colega suyo del Foreign Office, el “gobernador” colonial que representa a la Corona británica en las islas. Es este funcionario colonial quien concede esta categoría que permite residir, votar y hasta ser electo para cargos públicos. Todo ello hace que, en la práctica, el 90% de los habitantes sea de nacionalidad británica, miembros del Commonwealth o territorios dependientes del Reino Unido.
Ariel Basteiro, embajador argentino en Bolivia

El gobierno argentino insiste en que los habitantes de las Malvinas son británicos y que el gobierno del Reino Unido «controla» la demografía, ya que una pequeña parte de los que viven en las islas nació allí y el resto son británicos o de otras colonias, además de que se prohíbe el acceso a los argentinos.
Rodolfo Terragno, político y legislador argentino explica lo siguiente:

La British Overseas Territories Act 2002 extendió la ciudadanía británica a todas las dependencias de ultramar (...). Esta ley amplió, además, el derecho de los oriundos de Malvinas a la ciudadanía británica; por la ley de 1983 no se les podía negar esa ciudadanía, pero debían solicitarla; ahora, se considera que la adquieren por el solo hecho del nacimiento. La Argentina no se valió del hecho nuevo. En más de una ocasión propuse que lo hiciera. Se trataba de presentar la British Nacionality (Falkland Islands) Act 1983 y la British Overseas Territories Act 2002 ante el Comité de Descolonización de la ONU. De haberse hecho tal presentación, el Comité habría visto reforzado su propio punto de vista: la disputa por la soberanía de Malvinas en bilateral.